# Singapur Open 1990
Die Singapur Open 1990 im Badminton fanden vom 24. bis zum 28. Juli 1990 in der Singapore Badminton Hall statt. Das Preisgeld betrug 90.000 US-Dollar, was dem Turnier zu einem Vier-Sterne-Status im Grand Prix verhalf. 

## Sieger und Platzierte
| Disziplin    | Gold                               | Silber                            | Bronze                               |
| ------------ | ---------------------------------- | --------------------------------- | ------------------------------------ |
| Herreneinzel | Foo Kok Keong                      | Zhao Jianhua                      | Rashid Sidek                         |
| Herreneinzel | Foo Kok Keong                      | Zhao Jianhua                      | Fung Permadi                         |
| Dameneinzel  | Tang Jiuhong                       | Lee Young-suk                     | Lee Heung-soon                       |
| Dameneinzel  | Tang Jiuhong                       | Lee Young-suk                     | Zhou Lei                             |
| Herrendoppel | Rudy Gunawan Eddy Hartono          | Li Yongbo Tian Bingyi             | Ong Ewe Chye Razif Sidek             |
| Herrendoppel | Rudy Gunawan Eddy Hartono          | Li Yongbo Tian Bingyi             | Cheah Soon Kit Soo Beng Kiang        |
| Damendoppel  | Gillian Clark Gillian Gowers       | Maria Bengtsson Christine Gandrup | Erma Sulistianingsih Rosiana Tendean |
| Damendoppel  | Gillian Clark Gillian Gowers       | Maria Bengtsson Christine Gandrup | Eline Coene Erica van den Heuvel     |
| Mixed        | Jan-Eric Antonsson Maria Bengtsson | Gillian Gowers Jan Paulsen        | Dorte Kjær Henrik Svarrer            |
| Mixed        | Jan-Eric Antonsson Maria Bengtsson | Gillian Gowers Jan Paulsen        | Jesper Knudsen Lotte Olsen           |

## Finalergebnisse
| Disziplin    | Sieger                             | Finalist                          | Ergebnis          |
| ------------ | ---------------------------------- | --------------------------------- | ----------------- |
| Herreneinzel | Foo Kok Keong                      | Zhao Jianhua                      | 15:8, 10:15, 15:9 |
| Dameneinzel  | Tang Jiuhong                       | Lee Young-suk                     | 12:9, 11:3        |
| Herrendoppel | Eddy Hartono Rudy Gunawan          | Li Yongbo Tian Bingyi             | 15:4, 15:8        |
| Damendoppel  | Gillian Clark Gillian Gowers       | Maria Bengtsson Christine Gandrup | 15:12, 15:13      |
| Mixed        | Jan-Eric Antonsson Maria Bengtsson | Jan Paulsen Gillian Gowers        | 9:15, 15:10, 15:7 |